# 108-й батальон шуцманшафта
108-й батальон шуцманшафта (нем. 108. Batalion Schutzmannschaft / Schutzmannschafts Bataillon 108 / Ukrainian Schuma, укр. 108-й батальйон шуцманшафту) — охранное подразделение германской вспомогательной охранной полиции (нем. Schutzpolizei), сформированное из местных коллаборационистов и военнопленных в феврале 1942 года в Житомире.
Сформирован в феврале 1942 года на основе местного «Украинского куреня», созданного ОУН и добровольцев из советских военнопленных. Командир батальона — бывший капитан РККА Мирный, немецкий офицер надзора — гауптман охранной полиции Новак. Батальон четырёхротного состава. Первоначальная численность — 500 человек. В декабре 1942 года в батальоне насчитывалось 688 человек. Обмундирование — литовское.
В 1942 году использовался для расстрелов еврейского населения в Ровенской области (в основном — для конвоирования жертв и оцепления мест расстрелов), после чего был привлечён к антипартизанским операциям в районе Овруча и Хойников. В марте 1943 года, во время боев с советскими партизанами под Брагиным, часть личного состава устроила восстание, в ходе которого командир батальона и командир первой роты погибли. Три роты из четырёх перешли к советским партизанам, и впоследствии воевали у в составе Гомельского партизанского соединения. В ноябре 1943, после соединения с Красной армией, продолжили службу в составе 37-й гвардейской стрелковой дивизии.
Оставшаяся верной немцам часть личного состава была влита в 110-й батальон шуцманшафта, который в сентябре передислоцировался в Киев.